# Réméréville
Réméréville település Franciaországban, Meurthe-et-Moselle megyében. Lakosainak száma 642 fő (2022. január 1.). Réméréville Buissoncourt, Champenoux, Courbesseaux, Erbéviller-sur-Amezule, Haraucourt, Hoéville, Sornéville és Velaine-sous-Amance községekkel határos.

## Népesség
A település népessége az elmúlt években az alábbi módon változott:
| Lakosok száma | 308  | 326  | 376  | 498  | 517  | 530  | 558  | 584  | 604  | 642  |
|               | 1968 | 1982 | 1990 | 2006 | 2013 | 2015 | 2017 | 2019 | 2020 | 2022 |